# Boîte de Pribnow
La boîte de Pribnow est une séquence nucléotidique spécifique située sur les promoteurs des gènes bactériens à environ -10 nucléotides en amont du site d'initiation de la transcription.

## Probabilité d'occurrence de chaque nucléotide
La probabilité est :
| T    | A    | T    | A    | A    | T    |
| 82 % | 89 % | 52 % | 59 % | 49 % | 89 % |